# Diuris luteola
Diuris luteola är en orkidéart som beskrevs av David Lloyd Jones och Bruce Gray. Diuris luteola ingår i släktet Diuris och familjen orkidéer.
Artens utbredningsområde är Queensland. Inga underarter finns listade i Catalogue of Life.